# Cocomelon
Cocomelon (anciennement ThatsMEonTV de 2006 à 2013 et ABCkidTV de 2013 à 2018) est une chaîne YouTube et un média de streaming vidéo américain. Elle est détenue par la société britannique Moonbug Entertainment et entretenue par la société américaine Treasure Studio. Cocomelon se spécialise dans les vidéos d'animation 3D de comptines traditionnelles et de leurs propres chansons pour enfants. En 2020, il s'agit notamment de la chaîne YouTube la plus regardée aux États-Unis et de la deuxième chaîne la plus regardée au monde, derrière le label indien T-Series,. Il s'agit également de la chaîne pour enfants ayant le plus d'abonnés au monde, et de la troisième chaîne YouTube ayant le plus d'abonnés au monde derrière MrBeast et T-Series,.

## Contenu
Les vidéos de Cocomelon incluent des enfants, des adultes et des animaux qui interagissent les uns avec les autres dans la vie quotidienne. Les paroles apparaissent en bas de l'écran de la même manière sur tous les écrans. En 2020, Treasure Studio rajoute le contenu de Cocomelon sur Netflix, Roku et Hulu. 

## Histoire
L'ancêtre de la chaîne Cocomelon est créé le  1er septembre 2006 sur YouTube avec pour objectif d'offrir aux téléspectateurs une éducation gratuite. Alors connue sous le nom de ThatsMEonTV, la chaîne importe ses deux premières vidéos, deux versions de la chanson de l'alphabet le premier jour. La plupart des vidéos de la chaîne enseignaient l'alphabet avec une durée typique comprise entre une et deux minutes.
En 2013, la chaîne est renommée ABCkidTV et adopte un logo montrant une télévision avec une coccinelle dans le coin supérieur gauche. La chaîne commence à remasteriser des vidéos plus anciennes, puis à passer des vidéos alphabétiques aux comptines et aux vidéos plus longues. En quelques années, la chaîne introduit l'animation 3D, avec son premier personnage 3D utilisé dans Twinkle, Twinkle, Little Star le 8 avril 2016. Vers la fin de 2016, la production de vidéos d'animation 3D devient plus fréquente, certaines vidéos utilisant la technologie de capture de mouvement. L'animation et la production musicale continuent à se moderniser et un casting récurrent de personnages commencé à se former avec, entre autres, JJ, TomTom, YoYo, etc. À l'été 2018, la société est rebaptisée Cocomelon.
En avril 2019, le Wall Street Journal estime les revenus publicitaires annuels de Cocomelon à 120 millions de dollars. Fin 2020, Cocomelon ajoute du contenu en espagnol et en portugais.

### Marchandise
En février 2020, le directeur général de la société annonce son intention d'introduire des jouets basés sur les personnages et évoque la possibilité d'un long métrage. Les jouets sont par exemple des doudous et des petites voitures,,.

### Montée en popularité
Après neuf ans sur YouTube, Cocomelon atteint un million d'abonnés le 16 mai 2016. Un demi-mois plus tard, la chaîne atteint le milliard de vues. Les deux années suivantes présentent une croissance d'environ 400 000 abonnés par mois jusqu'à dix millions d'abonnés et un gain de sept milliards de vues.
Cocomelon enregistre le deuxième plus grand gain d'abonnements pour une chaîne YouTube en 2019 avec une augmentation de plus de 36 millions, terminant l'année avec 67,4 millions d'abonnements. En 2018, l'algorithme de YouTube recommande 650 fois la vidéo de Cocomelon Bath Song + More Nursery Rhymes & Kids Songs parmi les 696 468 suggestions suivies par Pew Research Center, ce qui en fait la vidéo la plus recommandée sur YouTube. En novembre 2020, cette vidéo avait reçu plus de 3,2 milliards de vues sur YouTube, ce qui en faisait la 12e vidéo la plus regardée de l'histoire du site.
En mai et juin 2019, Cocomelon enregistre 2,5 milliards de vues de vidéos, soit en moyenne 83 millions de téléspectateurs quotidiens. En comparaison, «les quatre principaux réseaux de diffusion télévisée [américains] ne comptaient en moyenne que 13 millions de téléspectateurs par jour pendant la saison télévisée». En juillet 2019, YouTube change son algorithme après que la Federal Trade Commission ait exprimé des inquiétudes concernant la sécurité des enfants. Plusieurs chaînes pour enfants ont été touchées, dont Cocomelon, qui est passée de 575 millions de vues la semaine précédant le changement à 282 millions de vues hebdomadaires deux semaines après.
Les vidéos de Cocomelon gagnent en popularité en dehors de YouTube. À partir de septembre 2020, Netflix classe Cocomelon comme sa troisième émission la plus populaire,,,. En termes de popularité, Netflix estime qu'elle pourrait dépasser Tiger King, la précédente série la plus regardée sur la plateforme.

## Identité
Le site Web de Cocomelon décrit l'entreprise comme comptant vingt employés. Lorsque le Wall Street Journal tente de découvrir qui crée les vidéos de Cocomelon, il ne parvient pas à contacter Treasure Studio, propriétaire de la chaîne. Le magazine Wired localise un couple à Irvine qui semblait avoir des liens avec Treasure Studio, mais n'a pas été en mesure de confirmer qu'ils possédaient la chaîne. En février 2020, Bloomberg Businessweek identifie un couple du comté d'Orange, en Californie, comme propriétaires de Treasure Studio et de Cocomelon.

## Adaptation
En mai 2025, il est annoncé que Universal Pictures va distribuer un film d'animation Cocomelon, prévu pour 2027. Ce sera produit par Moonbug Entertainment, Flywheel Media, Prime Focus Studios et DreamWorks Animation, et sera animé par DNEG.

## Polémique
Des parents accusent l'émission d'être à l'origine de retards de langage, de problèmes de comportement,. Sur Reddit, ils accusent notamment la « rapidité avec laquelle les scènes changent ».